# Бенни, Стефано
Стефано Бенни (итал. Stefano Benni; 12 августа 1947, Болонья) — итальянский писатель-сатирик, поэт, драматург, кинодраматург, журналист.

## Биография
Стефано Бенни начал свою литературную карьеру в 1976 году, издав сборник юмористических рассказов Bar Sport. В 1997 году вышло его продолжение — Bar Sport 2000, а в 1987 — сборник сюрреалистических рассказов Il bar sotto il mare («Бар на дне моря»).
Бенни публиковался во многих периодических изданиях, в том числе «Panorama» и «MicroMega», но наибольшей известностью пользовались его сатирические материалы в «Cuore», где в гротесковой и сюрреалистической манере он представил многие несовершенства Италии последних десятилетий. Кроме того, Бенни сотрудничает в газетах «Libération», «la Repubblica», «il manifesto», «L'Espresso» и в арабском журнале «Аль Доха». В 1989 году по своей книге «Comici spaventati guerrieri» («Забавные перепуганные вояки») совместно с режиссёром Умберто Анджелуччи снял фильм «Musica per vecchi animali» («Музыка для старых животных»), поставил множество спектаклей с участием классических и джазовых музыкантов, сам в них играл. Первый роман — «Terra!» («Земля!») — вышел в издательстве Фельтринелли в 1984 году. В 1987 году написал сценарий комедийного фильма «Topo Galileo» («Мышь Галилей»), который был поставлен режиссёром Франческо Лаудадио. Награждён различными литературными премиями Италии. Автор ряда скетчей для Беппе Грилло.

## Убеждения
В феврале 2014 года Бенни предоставил свой Facebook членам семей четверых участников группы «No TAV» (они протестовали против развития скоростного железнодорожного транспорта), арестованных 9 декабря 2013 года за нападение на строительную площадку в Кьомонте. Родственники выражали несогласие с предъявленным обвинением в терроризме. 11 марта 2014 года опубликовано письмо Стефано Бенни в адрес отбывающего тюремное заключение активиста группы «No TAV» Маттия с выражением поддержки.
29 сентября 2015 года Бенни через свой Facebook объявил об отказе от премии Витторио Де Сика, которую ему должен был вручить лично министр культуры Дарио Франческини. Этот шаг стал проявлением оппозиции писателя к деятельности правительства Ренци, которое он обвинил в пренебрежительном отношении к искусству как наименее важной из всех областей общественной жизни и от которого не желает официального культурного признания.

## Личная жизнь
Стефано Бенни придерживается левых политических убеждений, дружит с Беппе Грилло, не женат, но имеет сына Никласа, музыканта. В детстве, когда не мог заснуть, Стефано тайком уходил гулять в горы. Однажды знакомый заметил мальчика во время такой прогулки воющим вместе со своими семью собаками, и сообщил о своём наблюдении бабушке и дедушке будущего литератора, которые затем водили внука к психоаналитику на консультации. С тех пор Стефано получил прозвище Lupo (Волк). По воспоминаниям самого Бенни, его детство проходило в горах и лесах, и он не знал других развлечений, пока не обнаружил в соседнем селении библиотеку и не увлёкся чтением. Начал с Джека Лондона, позднее перешёл к Эмилио Сальгари, Эдгару По, Бокаччо, Гоголю и Флоберу. «Никто не указывал мне книги, которые следует взять, я читал первую страницу и, если мне нравилось, продолжал читать дальше. Я руководствовался не культурой, а животным читательским инстинктом», — вспоминал Бенни. Поскольку эти книги не входили в школьную программу, учитель однажды «изъял» у мальчика книгу Павезе, и, наученный этим опытом, он приносил в школу «Шинель» Гоголя обёрнутой в белую бумагу с надписью «Школьный дневник».

### Романы
- Terra!, Milano, Feltrinelli, 1983. ISBN 88-07-04003-4.
- I meravigliosi animali di Stranalandia, disegni di Pirro Cuniberti, Milano, Feltrinelli, 1984. ISBN 88-07-14083-7.
- Comici spaventati guerrieri, Milano, Feltrinelli, 1986. ISBN 88-07-01316-9.
- Baol. Una tranquilla notte di regime, Milano, Feltrinelli, 1990. ISBN 88-07-01409-2.
- La Compagnia dei Celestini, Milano, Feltrinelli, 1992. ISBN 88-07-01446-7.
- Elianto, Milano, Feltrinelli, 1996. ISBN 88-07-01495-5.
- Spiriti, Milano, Feltrinelli, 2000. ISBN 88-07-01566-8.
- Saltatempo, Milano, Feltrinelli, 2001. ISBN 88-07-01602-8.
- Achille piè veloce, Milano, Feltrinelli, 2003. ISBN 88-07-01640-0.
- Margherita Dolcevita, Milano, Feltrinelli, 2005. ISBN 88-07-01677-X.
- Pane e tempesta, Milano, Feltrinelli, 2009. ISBN 978-88-07-01791-9.
- La storia di Cyrano de Bergerac, Torino, Gedi, 2010. ISBN 978-88-83-71312-5
- La traccia dell’angelo, Palermo, Sellerio, 2011. ISBN 88-389-2576-3.
- Di tutte le ricchezze, Milano, Feltrinelli, 2012. ISBN 978-88-07-01910-4.
- La bottiglia magica, Rizzoli Lizard, 2016
- Prendiluna, Milano, Feltrinelli, 2017. ISBN 978-88-07-03240-0.
- Dancing Paradiso, Milano, Feltrinelli, 2019. ISBN 978-88-07-03344-5
- Giura, Milano, Feltrinelli, 2020. ISBN 978-88-07-03393-3

### Сборники рассказов
- Bar Sport, Milano, Mondadori, 1976; Feltrinelli, 1997. ISBN 88-07-81434-X.
- La tribù di Moro Seduto, Milano, Mondadori, 1977.
- Non siamo stato noi. Corsivi e racconti, Roma, Savelli, 1978.
- Il bar sotto il mare, Milano, Feltrinelli, 1987. ISBN 88-07-01346-0.
- L’ultima lacrima, Milano, Feltrinelli, 1994. ISBN 88-07-01479-3.
- Bar Sport Duemila, Milano, Feltrinelli, 1997. ISBN 88-07-01529-3.
- La grammatica di Dio. Storie di solitudine e allegria, Milano, Feltrinelli, 2007. ISBN 978-88-07-01733-9.
- Miss Galassia, illustrazioni di Luci Gutiérrez, Roma, Orecchio acerbo, 2008. ISBN 978-88-89025-70-3.
- Fen il fenomeno, Milano, Feltrinelli, 2011. ISBN 978-88-07-49114-6.
- Le Beatrici, Milano, Feltrinelli, 2011. ISBN 978-88-07-01831-2.
- Pantera, Milano, Feltrinelli, 2014. ISBN 978-88-07-03073-4.
- Cari mostri, Milano, Feltrinelli, 2015. ISBN 978-88-07-03137-3

### Сборники стихов
- Prima o poi l’amore arriva, Milano, Feltrinelli, 1981. ISBN 88-07-80928-1.
- Ballate, Milano, Feltrinelli, 1991. ISBN 88-07-70019-0.
- Blues in sedici. Ballata della città dolente, Milano, Feltrinelli, 1998. ISBN 88-07-81463-3.

### Драматургия
- Teatro, Milano, Feltrinelli, 1999. ISBN 88-07-81550-8.
- Teatro 2, Milano, Feltrinelli, 2003. ISBN 88-07-81739-X.
- Misterioso. Viaggio nel silenzio di Thelonious Monk, al pianoforte Umberto Petrin, Milano, Feltrinelli, 2005. ISBN 88-07-49041-2. [con DVD]
- Le Beatrici, Milano, Feltrinelli, 2011. ISBN 978-88-07-01831-2.
- Teatro 3, Milano, Feltrinelli, 2017. ISBN 978-88-07-89016-1.

### Сборники статей
- Il Benni furioso, Roma, Il manifesto, 1979.
- Spettacoloso, Milano, Mondadori, 1981.
- Il ritorno del Benni furioso, Roma, Il manifesto, 1986.
- Dottor Niù. Corsivi diabolici per tragedie evitabili, Milano, Feltrinelli, 2001. ISBN 88-07-84001-4.

## Фильмография

### Сценарист

#### Полнометражные фильмы
- Topo Galileo, regia di Francesco Laudadio (1987)
- Musica per vecchi animali, regia di Stefano Benni e Umberto Angelucci (1989)
- Bar Sport, regia di Massimo Martelli (2011)

#### Короткометражные фильмы
- Arturo perplesso di fronte alla casa abbandonata sul mare, regia di Marilisa Calò (1991)
- Coincidenze, regia di Gabriele Paoli (2010)
- The 15th Time, regia di Jeymi Martballis (2010)
- Bloody Mary, regia di Yasmina Aidi (2011)

### Режиссёр
- Musica per vecchi animali (1989) (con Umberto Angelucci)

### Актёр
- Sleepless, regia di Maddalena De Panfilis (2009)
- Ultima trasmissione, regia di Niccolò Andenna (2010)
- Ululuna, regia di Maria Beatrice Alonzi e Jacopo Neri (2019)

### Переводы на русский язык
Переводы Ирины Боченковой и Натальи Симоновой:
- «Контролёр» («Иностранная литература», № 10 за 2008 г.)
- «Рассказы» («Иностранная литература», № 8 за 2011 г.)
- «Снайпер» («Дружба Народов», № 8 за 2011 г.)
- «Сирано де Бержерак» (М.: АСТ; Corpus, 2011)